# Миланская музыкальная газета
«Миланская музыкальная газета» (итал. Gazzetta musicale di Milano) — итальянское специализированное еженедельное издание, выходившее в Милане в 1842—1902 гг. (с перерывом в 1862—1866 гг.) под контролем издательского дома Ricordi. У истоков газеты стоял основатель издательства Джованни Рикорди, после его смерти в 1853 г. общее руководство перешло к его сыну Тито Рикорди, а после возобновления издания его политику определял Джулио Рикорди, представитель третьего поколения издателей.
В первые 20 лет существования газеты в ней преобладали крупные обзорные материалы, в значительной степени посвящённые опере — особенно творчеству Джоакино Россини, Виченцо Беллини, Гаэтано Доницетти и Джузеппе Верди, права на издание которых принадлежали Ricordi. Подробно рецензировались практически все новые постановки театра Ла Скала и других миланских оперных трупп, а также наиболее важные спектакли в других итальянских городах. Зарубежные корреспонденции были преимущественно переводными; газета печатала по-итальянски ранее опубликованные в изданиях других стран статьи Рихарда Вагнера, Франсуа Жозефа Фети, Франца Листа, Гектора Берлиоза. Впрочем, в Париже у «Миланской музыкальной газеты» был собственный корреспондент Акилле Монтиньяни, отчасти отвечавший и за музыкальные новости из Лондона. Публиковались также очерки об исполнителях и композиторах, обзоры фортепианных переложений оперной музыки (доступных для приватного исполнения читателями газеты) и др.
Закрытие газеты в 1862 году было вызвано военными и социальными потрясениями, связанными с процессом объединения Италии, в результате чего у издания заметно упала подписка. Однако уже через 4 года молодой Джулио Рикорди настоял на возобновлении газеты в рамках дальнейшего усиления влияния музыкальных издателей на всю музыкальную индустрию — влияния, рост которого был не в последнюю очередь обусловлен принятием итальянским парламентом, депутатом которого был и Верди, закона об авторском праве. Обновлённая «Миланская музыкальная газета» стала более демократичным изданием, уже в первом выпуске объявив, что на её страницах будет минимум пространных специализированных статей и максимум живой и доступной информации для широкого слушателя. Однозначный приоритет над всеми остальными видами материалов получили обзоры конкретных музыкальных событий, преимущественно оперных, хотя начиная с 1880-х гг. доля неоперных концертов, обозреваемых газетой, начала расти. О решительном движении навстречу массовому спросу говорит появление с 1871 г. заключительной рубрики с ребусами, шарадами и кроссвордами, зачастую никак не связанными с музыкой.

## Главные редакторы газеты
- Джачинто Батталья (1842—1846)
- Альберто Мадзукато (1846—1858)
- Филиппо Филиппи (1858—1862)
- Антонио Гисланцони (1866—1871)
- Сальваторе Фарина (1872—1886)
- Альфредо Соффредини (1887—1893)
- Джованни Анфосси (1894—1902)